# Holger Frerichs
Holger Frerichs (* 8. April 1958 in Jever) ist ein deutscher Rettungsassistent und regionalgeschichtlicher Autor.

## Leben
Frerichs verbrachte seine Kindheit und Schulzeit in Jever und absolvierte 1979 das Abitur am Mariengymnasium Jever. Nach dem Zivildienst 1979/80 beim Rettungsdienst Friesland lebte er bis 1990 in Berlin-Kreuzberg. Dort absolvierte er eine Ausbildung im Rettungsdienst und in der Krankenpflege. Von 1991 bis 2014 arbeitete er als hauptberuflicher Rettungsassistent im Rettungsdienst Friesland. Er lebt seit 1993 in Varel und beschäftigt sich seit etwa 1994 nebenberuflich mit der Erforschung und Dokumentierung der regionalen Geschichte. 2015–2018 war er Mitarbeiter im Projekt „Provenienzforschung“ im Schlossmuseum Jever. 2015 wurde er für sein Engagement in der regionalen Forschung zur NS-Zeit mit dem Friesland-Taler, einer Auszeichnung des Landkreises Friesland, geehrt. Seit 2021 ist er als freiberuflicher Autor tätig.

## Schriften
- Von der Rädertrage zum Rettungswagen. 100 Jahre Rettungswesen im Landkreis Friesland. Eine Zusammenstellung in Texten, Bildern und Dokumenten. Heimatverein Varel [Hrsg.], Varel 1996, ISBN 3-924113-20-3.
- Vom Krankenkorb zum Rettungsdienst Friesland. Dokumente zur Geschichte der Krankenbeförderung und der Notfallrettung im Landkreis Friesland 1884 bis 2004. Verlag Hermann Lüers, Jever 2005. ISBN 3-9809226-5-0.
- Zwischen Kriegsdienst und Wohlfahrtspflege. Das Rote Kreuz in Friesland 1870 bis 1955. Eine Chronik von den Anfängen des Roten Kreuzes im Jeverland und in Varel/Friesische Wehde bis zum Neuaufbau nach dem II. Weltkrieg. Lüers, Jever 1999, ISBN 3-9806885-1-8.
- Von der Monarchie zur Republik – Der politische Umbruch in Varel, der Friesischen Wehde und in Jade/Schweiburg 1918/19. Verlag CCV, Varel, 1. Aufl. 2001, ISBN 3-934606-08-3
- Der Marsch ins Dritte Reich. Dokumentation zur Geschichte der NSDAP im Gebiet Varel, Friesische Wehde und Jade/Schweiburg von den Anfängen bis zur Machtergreifung 1933. Verlag Hermann Lüers, Jever 2002, ISBN 3-9806885-7-7
- Varel unter dem Hakenkreuz – Texte und Dokumente zur Geschichte Varels 1933 bis 1945. Verlag Hermann Lüers, Jever, 1. Aufl. 2007, ISBN 3-9809226-9-3
- Der Bombenkrieg in Friesland 1939 bis 1945. Verlag Hermann Lüers, Jever, 3. Aufl. 2002, ISBN 3-00-002189-2.
- Der Bombenkrieg in Friesland 1939–45. Bearbeitete und ergänzte Auszüge „Das Jeverland im Zweiten Weltkrieg“. Verlag Hermann Lüers, Jever 2009, ISBN 978-3-9812030-9-7.
- Das Kriegsende 1945 in Varel – Das Ende des Zweiten Weltkrieges und der Beginn der alliierten Besatzungszeit im südlichen Landkreis Friesland 1945/46. Verlag Hermann Lüers, Jever, 1. Aufl. 2004, ISBN 3-9809226-1-8
- Die weiße Flut im Jeverland. Der Schneewinter 1978/79 im nördlichen Landkreis Friesland. Bilder, Berichte und Erinnerungen. Verlag Hermann Lüers, Jever 2008, ISBN 978-3-9812030-3-5.
- Todesursache: Erschossen ...  Das Arbeitskommando Bockhorn-Kreyenbrok, die sowjetischen Kriegsgefangenen 1941/42 und die 27 "Russengräber" auf dem Friedhof Bockhorn. Verlag Hermann Lüers, Jever 2010, ISBN 978-3-9812030-5-9.
- Spurensuche. Das jüdische Altenheim in Varel 1937–1942. Die Familie Weinberg, die 40 Bewohner der Schüttingstraße 13 und die Deportationen 1941/42. Verlag Hermann Lüers, Jever 2012, ISBN 978-3-9815257-0-0.
- Zwangsarbeit – Hunger – Tod. Arbeitskommandos, Lager und Grabstätten sowjetischer Kriegsgefangener in Wilhelmshaven und Friesland 1941-45. Band 4 der Wilhelmshavener Beiträge zur Stadt- und Kulturgeschichte, herausgegeben von der Stadt Wilhelmshaven (Stadtarchiv, Kulturbüro). Brune-Mettcker Druck- und Verlagsgesellschaft mbh, Wilhelmshaven 2016, ISBN 978-3-941929-20-3.
- Geschichte der jüdischen Familie Schwabe-Barlewin aus Varel : "... mein Herz hängt immer noch bei meiner alten Heimatstadt ..." (Curt Schwabe-Barlewin, USA). Nr. 3 der Schriften zur Geschichte des Nationalsozialismus und der Juden im Landkreis Friesland. Verlag Hermann Lüers, Jever 2018, ISBN 978-3-9819582-0-1.
- "...ein bemerkenswertes Kapitel des jüdischen Überlebens..." Das Lager für Displaced Persons in Upjever (Friesland) 1950/51.  Nr. 5 der Schriften zur Geschichte des Nationalsozialismus und der Juden im Landkreis Friesland. Isensee-Verlag, Oldenburg 2019, ISBN 978-3-7308-1522-9.
- Die Leder- und Treibriemenfabrik Schwabe in Varel (1861–1937). Aufstieg und Vertreibung einer jüdischen Fabrikanten-Familie. Nr. 7 der „Schriften zur Geschichte des Nationalsozialismus und der Juden im Landkreis Friesland“. Verlag Hermann Lüers, Jever 2019, ISBN 978-3-9819582-4-9.
- Der Jüdische Friedhof in Varel-Hohenberge. Kulturdenkmal und Erinnerungsort. Nr. 9 der „Schriften zur Geschichte des Nationalsozialismus und der Juden im Landkreis Friesland“. Isensee Verlag, Oldenburg 2020, ISBN 978-3-7308-1633-2.
- „Hart und mühevoll war ihr Lebensweg“. Biografie Erich und Ruth Levy aus Jever. Nr. 12 der „Schriften zur Geschichte des Nationalsozialismus und der Juden im Landkreis Friesland“. Isensee Verlag, Oldenburg 2020. ISBN 978-3-7308-1705-6.
- „...in der Bevölkerung nicht populär...“. Franz Fritsch (1910-1973), der „Schindler von Bockhorn“. Nr. 13 der „Schriften zur Geschichte des Nationalsozialismus und der Juden im Landkreis Friesland“; hrsg. vom Jeverländischen Altertums- und Heimatverein e.V., dem Heimatverein Varel e.V., dem Schlossmuseum Jever und dem GröschlerHaus Jever. Isensee Verlag, Oldenburg 2021. ISBN 978-3-7308-1760-5.
- Die Synagoge und das Pogrom im November 1938 in Varel. Nr. 14 der „Schriften zur Geschichte des Nationalsozialismus und der Juden im Landkreis Friesland“; hrsg. vom Jeverländischen Altertums- und Heimatverein e.V., dem Heimatverein Varel e.V., dem Schlossmuseum Jever und dem GröschlerHaus Jever. Isensee Verlag, Oldenburg 2022. ISBN 978-3-7308-1923-4.
- Verfolgt – Ermordet – Vertrieben. Dokumentation zur jüdischen Familie Weinstein aus Jever. Nr. 15 der „Schriften zur Geschichte des Nationalsozialismus und der Juden im Landkreis Friesland“; hrsg. vom Jeverländischen Altertums- und Heimatverein e.V., dem Heimatverein Varel e.V., dem Schlossmuseum Jever und dem GröschlerHaus Jever. Isensee Verlag, Oldenburg 2023. ISBN 978-3-7308-1989-0.
- Das „Altersheim für heimatlose Ausländer“ in Varel 1950 bis 1959. Dokumentation. Isensee Verlag, Oldenburg 2023. ISBN 978-3-7308-2004-9.